# Jimmy fuori di testa
Jimmy fuori di testa (Re-Animated) è un film TV in tecnica mista del 2006 diretto da Bruce Hurwit, con Dominic Janes.
Il film funge da episodio pilota per l'omonima serie televisiva realizzata dal 2007 al 2008.

## Trama
La vita del dodicenne Jimmy cambia quando, in seguito ad un incidente in un parco giochi, gli viene trapiantato il cervello di un disegnatore di cartoni animati.
Al risveglio Jimmy vede, nella vita reale, dei cartoni con cui poi fa amicizia, ma che gli altri ovviamente non vedono, così il ragazzo viene preso per pazzo da tutti, tranne che dai suoi amici Craig e Robin.

## Personaggi

### Personaggi principali
James "Jimmy" Roberts
è il protagonista della serie, segretamente innamorato di Robin. All'inizio della serie ha 12 anni, poi in un episodio festeggia il suo tredicesimo compleanno e in un altro episodio afferma di averne 14.
Craig Wheeler
è il migliore amico di Jimmy, anche se si rivela tale solo quando gli conviene; fa fare a Jimmy sempre il "lavoro sporco".
Robin Wheeler
è la sorella di Craig, una fan di Milt Appleday e la più brava della scuola di Jimmy.
Milton "Milt" Appleday
è un disegnatore di cartoni animati, sostituito alla sua morte dal figlio Sonny Appleday.
Sonny Appleday
è l'antagonista della serie, vuole impossessarsi del cervello del padre per diventare un grande cartonista e conquistare il mondo ma, nonostante il permesso di vivere a casa di Jimmy, viene sconfitto e punito da Jimmy, Ken, i ragazzi e i cartoni animati, intenzionati a vendicare Milt.
Yancy Roberts
è la sorella di Jimmy, un'aliena adottata dalla madre; sembra l'unica capace di mettere a tacere Sonny che, verso la fine del film, si ribella e, insieme a Louisa, Kevin, Ken, Jake, Mike, il Ragazzo Eccitato, Jimmy, Craig, Robin e i cartoni animati, per vendicare Milt, uniscono le forze per sconfiggerlo e punirlo dell'accaduto.
Kenneth "Ken" Roberts
è il padre di Jimmy, custode della scuola, amante dei cartoni animati che sembra avere il comportamento di un bambino. Alla fine sconfigge e punisce Sonny, colpevole per il suo comportamentaccio del tutto inappropriato e sconsiderato.

### Personaggi secondari
Louisa Roberts
è la madre di Jimmy, un'astronauta che sembra preferire Yancy a Jimmy. A differenza degli altri parenti di Jimmy, la si vede solo in qualche episodio, infatti non è nel cast ma è un personaggio ricorrente.
Kevin
è un ragazzo che frequenta la stessa scuola di Jimmy e possiede numerosi animali esotici (Polpi, citelli, coccodrilli, piccioni, pinguini, serpenti, elefanti, criceti, conigli, ursoni, asini, capre). Fa la sua prima apparizione in "Amici" dove diventa il migliore amico di Jimmy, in "Nuovi talenti"; in "Vita all'aria aperta" si scopre che gestisce il corso "All'aria aperta" e appare pure in "L'agguato". Fa le sue ultime apparizioni in "Cineasti" e in "Polpetta avvelenata".
Jake
è il ragazzo più pazzo della scuola di Jimmy, ed è colui che ha vinto l'agguato. Fa la sua prima apparizione in "Amici" dove diventa il migliore amico di Craig; in "Fantasmi" afferma che vive 6000 anni e nell'episodio "L'agguato" si ha la conferma che si chiama Jake il pazzo. Fa la sua ultima apparizione in "Elezioni scolastiche" dove si candida per l'elezioni.
Mike
è il fidanzato di Yancy, un lupo mannaro figlio dei signori Licantrowitz. Fa la sua prima apparizione in "Fantasmi" dove si ha la conferma che è il fidanzato di Yancy; in "Gazosa!" e in "Pigiama party" litiga con Yancy. Fa la sua ultima apparizione in "Per amore di Robin", dopodiché viene solo nominato.
Ragazzo eccitato
è un ragazzo della scuola di Jimmy che si diverte e si eccita facilmente, è anche il personaggio secondario che appare in più episodi. Fa le sue prime apparizioni in "Nuovi talenti", "Fantasmi", "Gazosa!" e "Per amore di Robin". Appare anche in "L'agguato". Fa le sue ultime apparizioni in "Videosfida" e "Polpetta avvelenata".

### Cartoni animati
Golly
è un citello furbo e talvolta egoista (soprattutto con Allie e Tux), è una parodia di Topolino.
Dolly
è un citello femmina, a differenza di Golly sa essere dolce e molto brava ad aiutare Jimmy; talvolta si dimostra dura come un maschio soprattutto quando perde il suo fiocco. È una parodia di Minni.
Tux
è un pinguino che come mestiere fa il comico. È una parodia di Paperino.
Allie
è un alligatore molto stupido, migliore amico di Golly. È una parodia di Pippo.
Lino & Pino
Lino è un sottaceto mentre Pino è un ursone. Questi due cartoni non parlano e litigano sempre. Sono una parodia di Tom & Jerry.

## Serie televisiva
Nel 2007 è stata prodotta l'omonima serie televisiva, che costituisce il sequel delle vicende del film.